# サフラナール
サフラナール(Safranal)は、クロッカスの花の雌ずい群であるサフランから単離された有機化合物である。サフランの香りの主成分である。
サフラナールは、カロテノイドのゼアキサンチンがピクロクロシンを介して分解されてできた生成物であると考えられている。

## 薬理作用
サフラナールは、GABAA受容体のアゴニストとして作用し、効果的な鎮痙剤となる。また、in vitroでの悪性腫瘍に対する細胞毒性とともに、高い抗酸化物質活性、フリーラジカル除去活性を示す。抗うつ薬の効果も持つ。

## 天然の存在
天然には、以下のような源に含まれる。
- ルイボス(Aspalathus linearis)
- チャノキ(Camellia sinensis)
- サフラン(Crocus sativus)
- イチジク(Ficus carica)
- クコ(Lycium chinense)
- クミン(Cuminum cyminum)[9]
- オランダフウロ(Erodium cicutarium)[10]
- セイヨウニワトコ(Sambucus nigra)[10]
- レモン(Citrus limon)[10]